# Felber Automobiles
Die W.H. Felber Automobiles SA (Kurzname: Felber) war ein Schweizer Karosserie- und Automobilhersteller.

## Unternehmensgeschichte
Das in Morges bei Lausanne am Genfersee ansässige Unternehmen war in den 1960er Jahren von dem Schweizer Geschäftsmann Willy Felber gegründet worden. Zunächst betrieb Felber unter dem Namen "Haute Performance Morges" erfolgreich eine Vertretung für teure Automarken wie Rolls-Royce oder Ferrari.
1974 stellte Felber dann auf Kundenwunsch sein erstes selbst konstruiertes Auto vor, einen Roadster im klassischen Stil auf Basis eines Coupés von Ferrari. Bis 1984 folgten eine ganze Reihe weiterer Fahrzeuge, wobei sich der Schwerpunkt der Tätigkeit zunehmend verlagerte. Neben einzelnen Eigenkonstruktionen beschäftigte sich Felber ab Mitte der 1970er Jahre weitgehend damit, optisch veränderte Versionen diverser Grossserienfahrzeuge anzubieten. Die Fahrzeuge wurden bei weitgehend unveränderter Karosserie vor allem im Interieur aufgewertet. Eine Ausnahme bildeten die Modelle Excellence und Oasis, die auch äusserlich erheblich modifiziert wurden.
In dieser Zeit konkurrierte Felber vor allem mit dem in Basel ansässigen Unternehmen Monteverdi. Während Peter Monteverdi allerdings eine Art Serienproduktion realisieren konnte, beschränkte sich Felber auf die Herstellung von Unikaten im Kundenauftrag oder aber Kleinstserien.
Im Laufe des Jahres 1984 endete die Produktion von Fahrzeugen der W.H. Felber Automobiles SA. Grund waren im Wesentlichen die strenger gewordenen Bestimmungen über die Typenfreigabe in der Schweiz und in Europa, die Kleinherstellern wie Felber und Monteverdi die Verbreitung individueller Modelle erschwerten. In der Folgezeit beschäftigte sich Felber mit dem Verkauf und dem Service importierter Marken sowie der Restauration fremder und eigener Fahrzeuge. Die W.H. Felber Automobiles SA wurde schliesslich liquidiert und im April 1991 aus dem Handelsregister gelöscht. Willy Felber verstarb im Dezember 2002.

## Fahrzeuge von Felber

### Felber FF

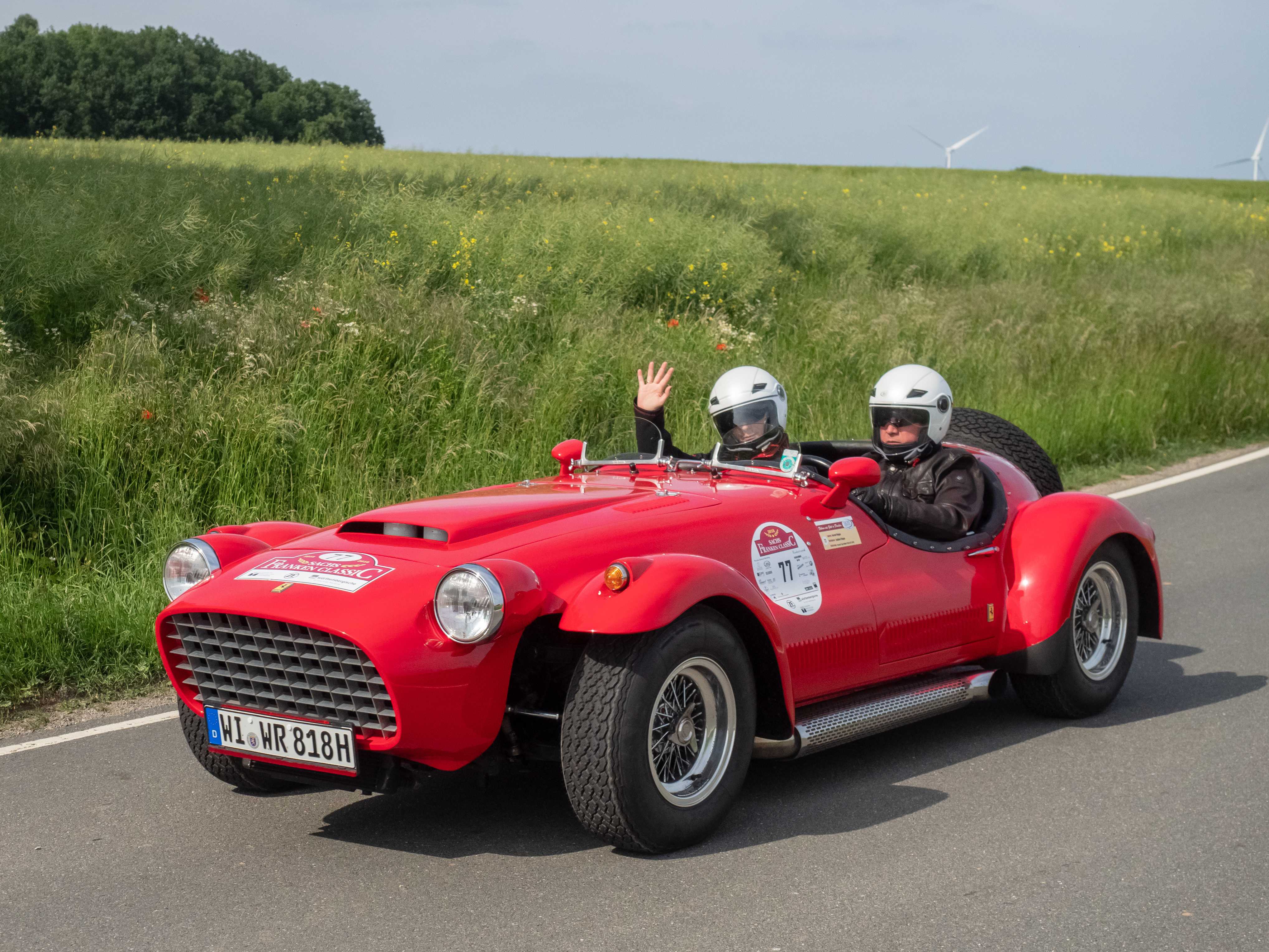
Felber FF

Die erste Konstruktion von Felber wurde 1974 auf dem Genfer Auto-Salon vorgestellt. Es handelte sich um einen Roadster im Oldtimer-Look, dessen Linien sich nach Aussage seines Erbauers am klassischen Ferrari 166 Spyder orientieren sollten. Tatsächlich war der Felber FF eine recht freie Interpretation der Vorlage. Sie wies klassische Elemente wie frei stehende Räder und aufgesetzte Scheinwerfer auf. Der FF basierte auf der Antriebstechnik des Ferrari 330 GTC und bot angesichts eines Leergewichts von lediglich 1.000 kg überragende Fahrleistungen. In fünf Jahren wurden insgesamt ein gutes Dutzend Felber FF hergestellt und zu einem Preis von jeweils etwa 100.000 Schweizer Franken verkauft. Den Aufbau des Autos übernahm das britische Unternehmen Panther Westwinds; auf einigen Ausstellungen wurde das Fahrzeug auch auf dem Stand von Panther gezeigt. Ein Exemplar wurde beim italienischen Karosseriebauer Michelotti gefertigt. Dies war der Grundstein für eine weitere Zusammenarbeit zwischen Michelotti und Felber.
In einem Beitrag aus dem Jahr 1977 für die Auto Zeitung bezeichnete der Rennfahrer Harald Ertl das Auto als einen "feudalen Freizeitspass" und eine "reine Männersache".

### Felber Lancia FF
Kurze Zeit später übertrug Felber das Konzept des FF auf kleinere Massstäbe, indem er für einen weiteren klassischen Roadster die technische Basis des Lancia Beta heranzog. Der Lancia FF erinnerte in weiten Teilen an das Design des auf Ferrari-Technik basierenden Felber FF. Die Lancia-Modelle wurden nunmehr in den Ateliers von Giovanni Michelotti in Turin aufgebaut.

### Felber Lancia Fulvia Spyder Carrera Replica
Von dem Lancia FF zu unterscheiden ist der auf dem Genfer Auto-Salon 1975 vorgestellte Versuch, eine Replik des Lancia D24 Spider herzustellen, der 1953/54 unter anderem auf der Carrera Panamericana eingesetzt worden war. Felber verwendete als technische Basis einen zeitgenössischen Lancia Fulvia 1.3, der eine neue Karosserie u. a. mit Rundscheinwerfern erhielt. Das Auto wurde nur einmal gebaut.

### Felber FF Croisette
Hierbei handelt es sich um eine Abwandlung des Ferrari 400, der 1975 in ein Kombicoupé (bzw. einen Shooting Break) umgebaut wurde. Der Umbau wurde vergleichsweise unaufwendig gestaltet. Die C-Säule des Coupés blieb erhalten; lediglich das Dachteil wurde verlängert, und zusätzliche Fensterflächen sowie eine Heckklappe wurden installiert. Durch eine Lackierung des Dachs in Weiss (gegenüber einem Fahrzeugrumpf in Dunkelblau) wurde geschickt der Eindruck der Leichtigkeit des Dachaufbaus erzielt. Wahrscheinlich blieb der Felber Croisette ein Einzelstück.

### Felber Ferrari 365 GTC/4 Break
Auf der Basis des Ferrari 365 GTC/4 stellte Felber 1975 als Einzelstück einen Shooting Brake her. Das Fahrzeug erhielt bei unveränderter Übernahme des Chassis und der Antriebstechnik eine völlig neue Karosserie, die auf einen Entwurf von Giovanni Michelotti zurückging.

### Felber Beach Car
Das auf dem Genfer Auto-Salon 1976 vorgestellte Beach Car war gewissermassen die Spassversion eines Ferrari. Das zweisitzige Auto hatte weder Dach noch Türen und übertrug das Konzept der Buggies auf grössere Dimensionen. Technische Basis war ein Ferrari 365 GTB/4 Spyder (nach anderen Quellen: 365 GTC/4), dessen Fahrgestell unverändert übernommen wurde. Es handelte sich um ein Einzelstück, das im Auftrag eines Kunden aus dem mittleren Osten entwickelt wurde. Die Herstellung des Fahrzeugs übernahm Giovanni Michelotti in Turin.

### Felber Excellence

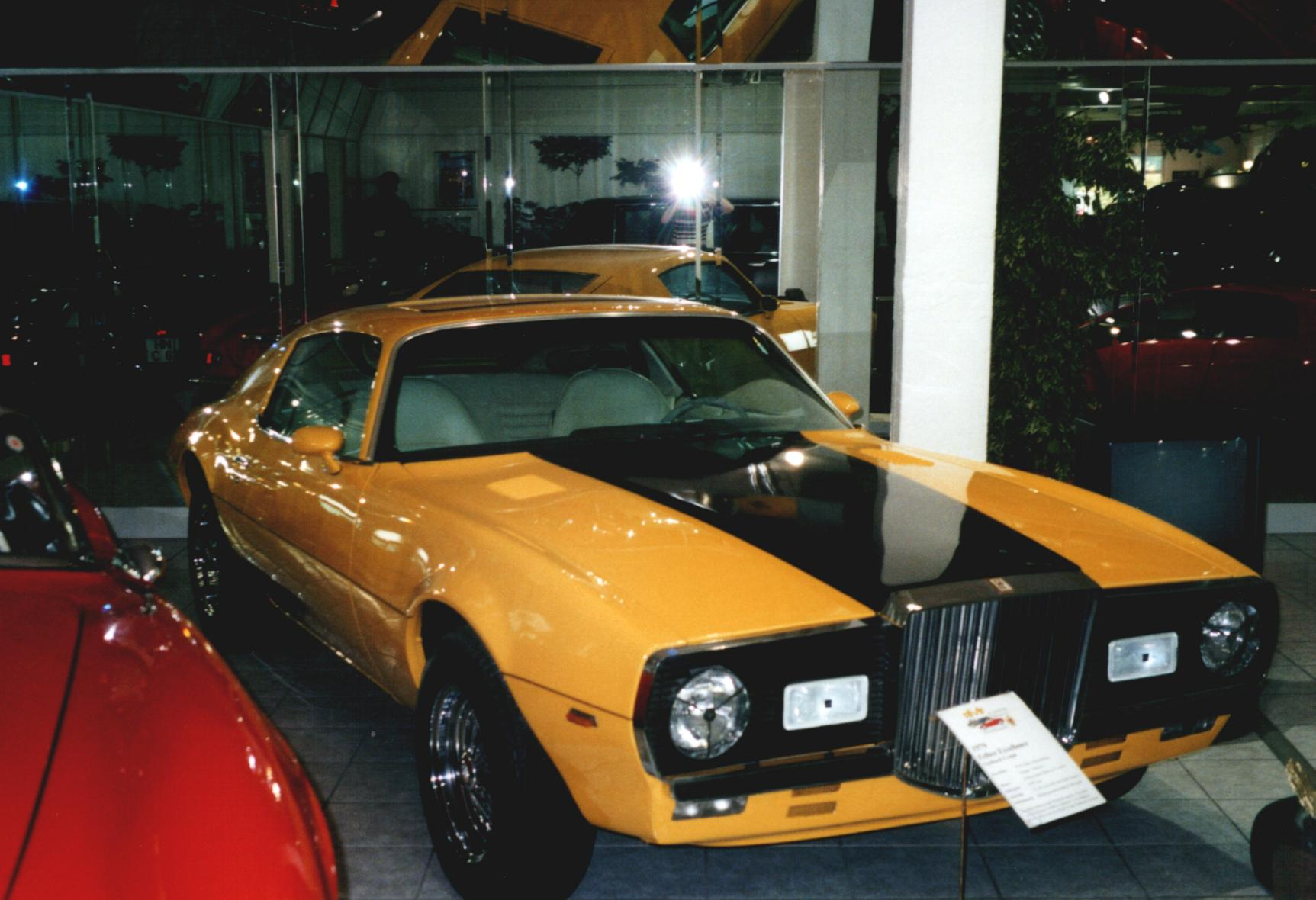
Felber Excellence von 1979

Der Felber Excellence war ein Sportwagen auf Basis des zeitgenössischen Pontiac Firebird. Felber installierte eine senkrechte Frontpartie mit zwei runden und zwei rechteckigen Scheinwerfern und einem prominenten, wappenförmigen Kühlergrill, der zum Markenzeichen der Haute Performance Morges werden sollte. Am Heck wurden runde Rückleuchten (vom Fiat 850 Spider) installiert; der Kofferraumdeckel erhielt in der Mitte eine Erhöhung, die die entsprechende Gestaltung der Motorhaube wieder aufgreifen sollte. Auf Kundenwunsch wurden diverse andere Modifikationen vorgenommen, beispielsweise der Anbau seitlich geführter Auspuffe (sog. Sidepipes). In drei Jahren entstanden insgesamt 12 Exemplare des Excellence, die meisten davon in geschlossener Form mit einem knappen, vinylbezogenen Dach und Stufenheck. Daneben wurde auch eine einzelne Version mit Fliessheck hergestellt, ferner wurde ein Roadster angeboten, der allerdings nur in Einzelstücken Verbreitung fand.

### Felber Pacha
Mit dem 1978 vorgestellten Pacha griff Felber das Konzept der Boutique-Cars für den Limousinenmarkt auf, das Monteverdi bereits zwei Jahre zuvor mit dem Modell Sierra angewandt hatte. Der Pacha basierte auf dem frontgetriebenen Buick Skylark (die Buick-Version des GM X-Body) und wurde von Felber mit einer eigenständigen, eckigen und insgesamt klobig wirkenden Frontpartie versehen, die zwei Breitbandscheinwerfer und wiederum den hauseigenen Kühlergrill aufwies. Im Interieur wurden luxuriöse Veränderungen nach Kundenwunsch vorgenommen. Der Pacha war in zwei- und viertüriger Ausführung erhältlich.
Eine Werbebroschüre von 1979 versprach "diskreten Luxus in handwerklicher Vollendung" ("une voiture de luxe discret, la finition artisanale"); der Pacha sei ein "Beweis des guten Geschmacks".
Insgesamt wurden 35 Exemplare gebaut. einzelne Fahrzeuge existieren in der Schweiz noch; 2005 wurde ein braun metallic-farbenes Auto zum Verkauf angeboten.

### Felber Oasis
Das am weitesten verbreitete Fahrzeug von Felber ist der Geländewagen Oasis. Hierbei handelt es sich um einen Geländewagen, der auf dem vom Range Rover und sodann von Monteverdi mit dem Safari vorbereiteten Markt luxuriöser Off-Road-Fahrzeuge antrat. Wie Monteverdis Safari, war auch der Oasis keine vollständige Eigenkonstruktion. Vielmehr verwendete Felber ebenfalls die technische Basis des International Harvester Scout II, eines weit verbreiteten amerikanischen Geländewagens mit anspruchsloser Technik und für amerikanische Verhältnisse kompakten Dimensionen. Anders als Monteverdi, ersetzte Felber indes nicht die gesamte Karosserie des Harvester. Vielmehr wurden Fahrwerk und Aufbau beibehalten, lediglich die Frontpartie wurde in Aufsehen erregender Weise geändert. So installierte Felber eine schräg nach vorn abfallende, angeblich aerodynamisch gestaltete Frontmaske, die auch die vordere Stossstange mit abdeckte. Die wesentlichen Modifikationen fanden unter dem Blech statt. Zum einen gestaltete Felber das Interieur mit Volllederausstattung, Sportsitzen und technischen Spielereien liebevoll und aufwendig neu; zum anderen gab man dem Kunden bei der Motortechnik nahezu freie Wahl. Felber installierte Motoren von Chevrolet und Chrysler, in einem Fall wird sogar von einem Achtzylinder von Rolls-Royce berichtet. Nachdem International Harvester die Produktion des Scout II eingestellt hatte, setzte Felber sein Konzept noch eine Zeitlang weiter auf der Basis des (kleineren) Chevrolet Blazer S10 unter dem Namen Oasis Mk. II fort, bevor man 1984 den Geländewagenverkauf aufgab.
Anders als der Monteverdi Safari, war der Felber Oasis kein Fahrzeug für eine Serienproduktion. Im Grunde waren es Einzelstücke, die auf Kundenwunsch hergestellt wurden und die jeweiligen Vorgaben möglichst individuell umsetzten. Mit diesem Konzept musste die Verbreitung von Anfang an limitiert sein. Willy Felber war dies bewusst, und es entsprach auch seinen Zielvorstellungen. Insgesamt sind etwa 50 Oasis entstanden, die meisten davon wurden in den arabischen Raum und den Mittleren Osten verkauft.

### Weitere Bearbeitungen einzelner Fahrzeuge
Neben der Produktion der genannten Fahrzeuge beschäftigte sich Felber auch in grösserem Umfang mit der Veredelung europäischer und teilweise auch amerikanischer Fabrikate. Felber war hier weder marken- noch klassengebunden; die nachstehende Übersicht zeigt, dass Felber Autos unterschiedlichster Herkunft und Grösse behandelte. Hierbei reagierte er augenscheinlich individuell auf Kundenwünsche.
- Der Felber Lancia war eine Abwandlung des Lancia Beta mit flach abfallender Frontpartie und Klappscheinwerfern. Das Design soll auf Giovanni Michelotti zurückzuführen sein. Das Fahrzeug wurde in mehreren Exemplaren hergestellt.
- Der Felber Rubis war eine veredelte Version des Autobianchi A112, der ein schwarzes Vinyldach und eine umfangreiche Luxusausstattung erhielt. Die Art der Bearbeitung entsprach einem Konzept, das das britische Karosseriebauunternehmen Wood & Pickett kurz vorher an einigen Modellen des British Leyland Mini angewandt hatte.
- Das gleiche Konzept verfolgte Felber mit dem Modell Roberta, das auf der ersten Version des Lancia Delta beruhte. Anders als beim Rubis wurde hier der hauseigene Kühlergrill installiert.
- Der Felber Golf Spezial war eine veredelte Version des Volkswagen Golf. Daneben wurde in einzelnen Exemplaren auch der Audi 80 (B2) veredelt. Der Felber-Audi hiess "Illustre".
- 1983 befasste sich Felber schliesslich mit dem amerikanischen Chrysler Imperial Coupé, das äusserlich unverändert blieb, aber im Interieur eine erhebliche Aufwertung erfuhr. Hierbei dürfte es sich um ein Einzelstück handeln.
- Als letztes Lebenszeichen findet sich ein veredelter Maserati Shamal mit Wildschweinleder-Sitzen und Straussenleder-Applikationen aus dem Jahr 1991.